# Adozionismo

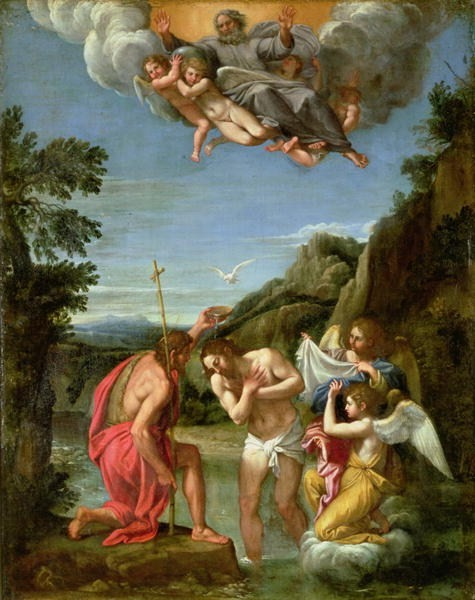
Il battesimo di Cristo di Francesco Albani, dove secondo l'adozionismo Gesù diventa Uno con Dio

L'adozionismo è un filone di pensiero che accomuna diverse eresie cristologiche che fanno di Gesù una creatura speciale, chiamata da Dio a una missione particolare, ma che resta su un piano inferiore rispetto al Creatore. Viene adottato dal Padre al momento del suo battesimo al fiume Giordano, momento in cui, con la discesa della colomba dello Spirito Santo, viene elevato al rango di Figlio di Dio, acquisendo così la natura divina.
Tale dottrina compromette la fede trinitaria professata fin dall'antichità dai cristiani. Il suo principale sostenitore fu Paolo di Samosata, vescovo di Antiochia di Siria dal 260 al 272.
Affermando che Gesù viene divinizzato da un certo momento in poi (, l'adozionismo nega la preesistenza  del Verbo all'Incarnazione e la consustanzialità delle tre persone divine. In parole più semplici, nega che Cristo sia il Verbo fattosi carne, che Egli esista da sempre, da prima del concepimento verginale di Maria e della creazione, e che Cristo sia Dio da sempre e per sempre, come Dio Padre. L'adozionismo è una forma di subordinazionismo: secondo questa tesi, solo il Padre è Dio da sempre, mentre Cristo sarebbe divenuto figlio di Dio dopo il battesimo e Dio dopo la risurrezione, in modo subordinato al dono paterno della filiazione divina.

## Analisi storica
Anche se l'adozionismo si può definire "una teoria cristologica secondo cui Cristo, come uomo, è il figlio adottivo di Dio", in realtà il significato esatto della parola varia con i periodi che si succedono e con i sostenitori della teoria. Grosso modo, abbiamo:
- l'adozionismo degli Ebioniti[senza fonte];
- l'adozionismo gnostico di Basilide, Carpocrate e degli Ofiti;
- l'adozionismo del monarchianismo dinamico;
- l'adozionismo di Paolo di Samosata, che rielaborò la dottrina monarchianista;
- l'adozionismo di Nestorio;
- l'adozionismo di Elipando di Toledo e di Felice di Urgel nell'VIII secolo;
- il neoadozionismo di Pietro Abelardo nel XII secolo;
- l'adozionismo condizionato di alcuni teologi a partire dal XIV secolo, tra cui Lelio e Fausto Sozzini, Adolf von Harnack e Rudolf Bultmann;
- l'adozionismo dei Testimoni di Geova.

### Ebioniti
Secondo la loro dottrina cristologica, Gesù era un uomo perfetto, un grande maestro, figlio carnale di Maria e Giuseppe, che fu adottato come Figlio, da Dio, al momento del suo battesimo.

### Adozionismo gnostico
Gesù era il figlio di Giuseppe e Maria, ma, grazie alle virtù della sua anima ferma e pura che era dotata della reminiscenza delle cose viste durante il soggiorno presso il Padre, gli furono concessi dei poteri particolari.

### Monarchianismo dinamico
Gesù era semplicemente un uomo (psilos anthropos) nato da una vergine, che visse come gli altri uomini, e che era molto pio tanto che, al suo battesimo nel Giordano, il Cristo entrò in lui sotto forma di colomba. Da quel momento fu "adottato" come figlio di Dio. 

### Elipando e Felice
Alla fine dell'VIII secolo, Elipando, arcivescovo di Toledo, a quel tempo sotto il califfato degli Abbasidi, e Felice, vescovo di Urgel, allora sotto il dominio dei Franchi, sostennero una forma iniziale di adozionismo: sarebbe esistita una duplice figliolanza in Cristo: una per generazione e natura, e l'altra per adozione e grazia. Cristo come Dio è davvero il Figlio di Dio per generazione e natura; ma Cristo come uomo è il Figlio di Dio solo per adozione e grazia. Ne discende che "Cristo Uomo" è il Figlio adottivo e non il Figlio naturale di Dio.
L'origine di questo errore ispanico, come fu definito, è oscura. Il Nestorianesimo era stata un'eresia decisamente orientale, e sorprende trovarne una propaggine nella parte più occidentale della Chiesa, e questo molto tempo dopo che l'eresia madre aveva avuto termine nella sua terra natale. È tuttavia da segnalare il fatto che l'adozionismo ebbe inizio in quella parte della Spagna dove dominava l'islam e dove una colonia nestoriana aveva trovato rifugio per anni.
È certo che l'influsso congiunto di Islam e di Nestorianesimo aveva smussato il senso cattolico del vecchio Elipando. Oltre a ciò, c'era un presbitero di nome Migezio, che predicava una dottrina vaga e che sosteneva, tra altri errori, che la seconda persona della santissima Trinità non esisteva prima dell'incarnazione. Per meglio confutare questo errore, Elipando tracciò una precisa linea di demarcazione tra Gesù come Dio e Gesù come Uomo, essendo il primo il naturale, il secondo semplicemente il Figlio adottivo di Dio. La riaffermazione del Nestorianesimo sollevò un coro di proteste da parte dei cattolici, con a capo Beato di Liébana, abate di Liébana ed Eterio, vescovo di Osma.
Fu per conservare la sua posizione che Elipando si procurò abilmente l'appoggio di Felice di Urgel, noto per la sua cultura e versatilità. Felice entrò nella disputa senza pensarci. Una volta nel furore della mischia, si dimostrò un forte alleato di Elipando, fino a diventare il capo di un nuovo movimento definito dai contemporanei Haeresis Feliciana ("eresia feliciana"). Mentre Elipando mise la sua volontà indomita al servizio dell'adozionismo, Felice vi contribuì con la sua scienza e con la sua ferrea fede. Felice citò innumerevoli testi dalla Scrittura; nella letteratura patristica e nella liturgia mozarabica trovò espressioni come adoptio ("adozione"), homo adoptivus ("uomo adottivo"), ouios thetos ("figlio adottivo"), che si suppone fossero riferite all'incarnazione e a Cristo Gesù. Non trascurò l'aiuto della dialettica, annotando sottilmente che l'epiteto "Figlio Naturale di Dio" non si potesse affermare di Gesù Uomo, che ebbe origine da generazione temporale; che Gesù era inferiore al Padre; che era imparentato non con il Padre in particolare ma con l'intera Trinità; la parentela in questione sarebbe rimasta inalterata se il Padre o lo Spirito Santo si fossero incarnati invece del Figlio.
La determinazione di Elipando e la versatilità di Felice non furono che una delle cause del successo temporaneo dell'adozionismo. Se quella forma iniziale di nestorianesimo dominò in Spagna per quasi due decenni e penetrò persino nel Sud della Francia, la vera causa va ricercata nel dominio islamico, che praticamente annullò il controllo di Roma sulla maggior parte della Spagna, e nell'atteggiamento estremamente conciliante di Carlo Magno che, nonostante la sua lealtà cordiale alla fede cattolica, poteva a mala pena permettersi il lusso di alienarsi politicamente le province ottenute a così caro prezzo.
Dei due eretici, Elipando morì nel suo errore. Felice, dopo molte finte ritrattazioni, fu messo sotto la sorveglianza di Leidrado di Lione e diede tutti i segni di una genuina conversione. La sua morte sarebbe persino stata considerata la morte di un pentito se Agobaro, il successore di Leidrado, non avesse trovato tra i suoi documenti una irrevocabile abiura delle precedenti ritrattazioni.
L'adozionismo non sopravvisse a lungo ai suoi sostenitori. Ciò che Carlo Magno non riuscì a fare con la diplomazia e i sinodi (Narbona, 788; Ratisbona, 792; Francoforte, 794; Aix-la-Chapelle, 799), lo fece procurandosi i servizi di missionari come san Benedetto di Aniane, che riferì già nell'anno 800 della conversione di 20 000 tra religiosi e laici, tra cui Alcuino. I trattati di questi Adv. Elipandum Toletanum ("Contro Elipando di Toledo") e Contra Felicem Urgellensem ("Contro Felice di Urgel") costituiranno sempre un onore per la cultura cristiana.
La condanna ufficiale dell'adozionismo si trova:
- Nelle due lettere di papa Adriano I, l'una diretta ai vescovi di Spagna (785) e l'altra a Carlo Magno (794);
- Nei decreti del Concilio di Francoforte (794), che fu convocato da Carlo Magno, ma "in pieno potere apostolico" e presieduto da un legato di Roma, e perciò da considerare un synodus universalis ("sinodo universale"), secondo un'espressione dei cronisti del tempo.

In questi documenti viene sostenuta la filiazione naturale divina di Gesù persino come uomo, e la sua filiazione adottiva, almeno nella misura in cui si esclude quella naturale, viene respinta come eretica.
Alcuni scrittori, principalmente protestanti, hanno cercato di purificare l'adozionismo da ogni macchia di eresia nestoriana. Questi teologi sembrano non avere colto il significato della dottrina della Chiesa e del suo pronunciamento. Dal momento che la figliolanza è un attributo della persona e non della natura, postulare due figli significa postulare due persone in Cristo, lo stesso errore del nestorianesimo. Alcuino esprimeva esattamente il pensiero della Chiesa cattolica quando affermava:
(Contro Felice, I, Patrologia Latina, CI, Col. 136)
Per quanto attiene alle argomentazioni addotte da Felice a sostegno della sua teoria, si può in breve fare osservare che:
- Testi della Sacra Scrittura come Gv 14,28[3], erano già stati spiegati al tempo della controversia ariana, e che altri, come Romani 8,29[4], si riferiscono alla nostra adozione, non a quella di Gesù: in nessuna parte della Bibbia Cristo viene definito Figlio adottivo di Dio; anzi ancor di più, la Sacra Scrittura attribuisce al "Cristo Uomo" tutti gli attributi che appartengono al Figlio Eterno[5].
- L'espressione adottare, adozione, usata da alcuni Padri, ha come suo soggetto la umanità di Cristo, non la sua persona; si dice che è la natura umana, non il Cristo, a essere adottata o assunta dal Logos. L'espressione concreta del Messale mozarabico, Homo adoptatus ("Uomo adottato"), o quella di alcuni Padri greci, ouios thetos ("figlio adottivo"), né si addice a Cristo, ne è un esempio dell'uso frequente ai primi tempi di servirsi del termine concreto invece che dell'astratto.
- Le argomentazioni dialettiche di Felice cessano di avere un significato nel momento in cui si capisce chiaramente che, come dice San Tommaso, "la Filiazione appartiene propriamente alla persona". Cristo, Figlio di Dio in virtù della sua generazione eterna, rimane Figlio di Dio anche dopo che la Parola assunse e unì sostanzialmente a sé la sacra Umanità; l'Incarnazione non toglie dalla figliolanza eterna più di quanto non faccia dalla persona eterna della Parola.

## Il nuovo adozionismo di Abelardo nel XII secolo
L'eresia spagnola lasciò poche tracce nel Medioevo. È ben dubbio che gli errori cristologici di Pietro Abelardo si possano ricondurre a essa. Essi sembrano piuttosto la logica conseguenza di uno sviluppo errato dell'idea di unione ipostatica. Abelardo incominciò a mettere in discussione la verità di espressioni come "Cristo è Dio" e "Cristo è uomo". Dietro ciò che potrebbe sembrare una semplice discussione sui termini c'è, in verità, nella mente di Abelardo, un errore sostanziale. Egli intese l'unione ipostatica come una fusione delle due nature, quella divina e quella umana. E nel timore che la fusione diventasse sinonimo di confusione, intese l'umanità di Cristo soltanto come l'abito esterno e lo strumento accidentale della Parola, negando così la realtà sostanziale del "Cristo Uomo":
È ovvio che in tale teoria il Cristo Uomo non si poteva chiamare vero Figlio di Dio. Era o non era il Figlio adottivo di Dio? Di fatto Abelardo respinse ogni legame con gli adozionisti, nella stessa misura in cui essi prendevano le distanze dall'eresia nestoriana. Ma dopo che la teoria di Abelardo si diffuse al di fuori della Francia, in Italia, Germania e persino in Oriente, i discepoli furono meno cauti del maestro:
- Luitolfo difese a Roma la seguente proposizione: "Cristo, come uomo, è il figlio naturale dell'uomo e il Figlio adottivo di Dio";
- Folmar, in Germania, portò l'errore di questa dottrina alle estreme conseguenze, negando a Cristo come uomo il diritto all'adorazione.

Il nuovo adozionismo di Abelardo fu condannato, almeno nei suoi principali fondamentali, da parte di Alessandro III, in un decreto datato 1177:
La confutazione di questa nuova forma di adozionismo, per il fatto di appoggiarsi completamente sull'interpretazione dell'unione ipostatica, si troverà nel significato attribuito a quella parola.

## L'adozionismo condizionato dei teologi successivi
Le formule "Figlio naturale di Dio, Figlio adottivo di Dio" furono nuovamente sottoposte a un'attenta analisi da teologi quali Duns Scoto (1300), Durando di San Porziano (1320), Vásquez (1604) e Suárez (1617). Tutti furono d'accordo nel sostenere la dottrina di Francoforte e giunsero alla conclusione che Gesù come uomo era il figlio naturale e non solo adottivo di Dio.
Ma di là da quella naturale figliolanza che si basava sull'unione ipostatica, essi pensarono che ci fosse spazio per una seconda filiazione che faceva leva sulla grazia, la grazia dell'unione (gratia unionis). Non furono d'accordo però nel dare un nome a quella seconda filiazione. Alcuni la definirono adottiva in ragione della sua analogia con la nostra adozione soprannaturale. Altri, temendo che l'implicazione della parola adozione potesse rendere Gesù estraneo a e alieno da Dio, preferirono chiamarla naturale. Nessuna di queste teorie va contro un dogma definito; tuttavia, dal momento che la figliolanza è un attributo della persona, c'è il pericolo di moltiplicare le persone moltiplicando le filiazioni in Cristo. Una seconda filiazione naturale non è chiara. Una seconda filiazione adottiva non esclude del tutto la connotazione di adozione come definito dal Concilio di Francoforte: Noi chiamiamo adottivo colui che è estraneo all'adottante.
L'errore comune di queste nuove teorie, un errore già fatto dai vecchi adozionisti e da Abelardo, e consiste nel supporre che la grazia dell'unione in Cristo, essendo certamente più ricca di frutti della grazia abituale nell'uomo, dovrebbe avere un effetto simile, vale a dire la filiazione. Certamente è più efficace, però non può avere lo stesso effetto in Gesù come nell'uomo, perché la teologia cattolica riconosce che a Cristo fu detto: Tu sei mio Figlio, oggi ti ho generato (Eb 1,5), mentre agli uomini: Voi eravate lontani (Efesini 2,13).

### Testimoni di Geova
Cristo è il Figlio di Dio ed è inferiore a lui ma secondo nell'universo.